# Dingbat (immeuble)
Pour les articles homonymes, voir Dingbat.

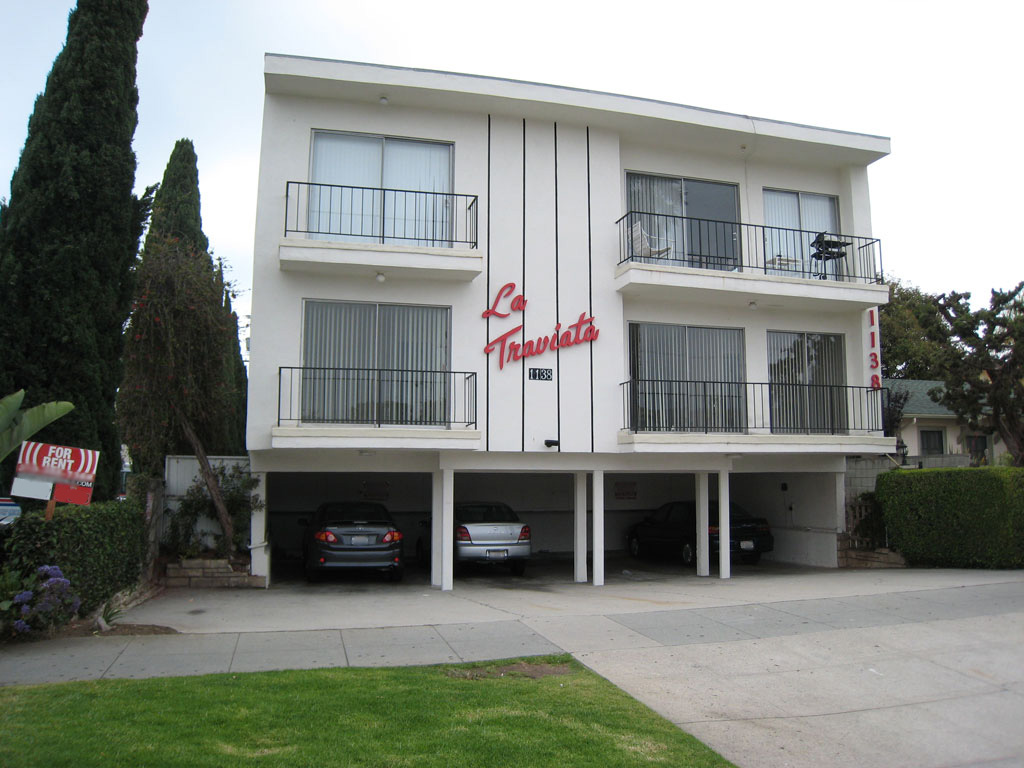
Un immeuble "dingbat" en Californie du Sud

Les dingbats sont des immeubles résidentiels semi-collectifs de deux ou trois étages surplombant un parking en porte-à-faux accueillant plusieurs voitures et d'apparence caractéristique. Le style dingbat s'apparente au style boîte-à-chaussures d'architecture moderne. Il est né à Los Angeles, puis a essaimé dans la région de la Sun Belt aux États-Unis dans les années 1950 et 1960. 